# Beirut
|  | Per a altres significats, vegeu «Beirut (grup)». |

Beirut (àrab: بيروت, Bayrūt; en català, històricament Barut) és la capital del Líban, del qual és la ciutat més gran i port principal. Beirut té una població d'uns 1,8 milions de persones (2,1 afegint-hi suburbis), i és el centre comercial, bancari i financer del Líban, així com un important pol cultural d'Orient Mitjà. La ciutat es caracteritza pel seu clima mediterrani, la seva llarga història i una diversitat religiosa inusual a la regió, ja que hi viuen diverses comunitats de cristians (maronites, ortodoxos grecs, ortodoxos armenis, catòlics armenis, catòlics romans, protestants) i musulmans (sunnites i xiïtes), així com drusos.
Remuntant-se a l'època fenícia, per Beirut han passat diversos imperis i civilitzacions al llarg de la seva història, destacant-hi els àrabs, que hi van dur la seva llengua, i els Otomans, que la van fer capital provincial a finals del segle xix. Després d'un curt període de dominació francesa del país, Beirut va esdevenir la capital del Líban independent i va ser el centre dels enfrontaments de la Guerra Civil que hi tingué lloc entre 1975 i 1990.
Beirut és actualment una ciutat global Beta+, amb un panorama urbà reconstruït i un fràgil equilibri entre grans edificis de nova construcció i un patrimoni històric vulnerable.

## Història
El seu nom original fou Beerot, paraula hebrea plural de beer, que vol dir 'pou'. El lloc fou habitat en la prehistòria i s'han trobat restes de les cultures acheuliana i leval·loisiana a més de restes d'altres períodes.
A les cartes d'Amarna, s'esmenta en aquest lloc un port de nom Beruta (segle XIV aC) però totalment enfosquida per Biblos. Va seguir la història de Fenícia passant per les mans d'Egipte, Assíria, Babilònia, i l'Imperi persa. Llavors era coneguda com a Berytos. Alexandre el Gran va conquerir aquest imperi i en la seva partició va pertànyer generalment a Egipte, fins que el 200, Antíoc III el Gran la va unir a l'Imperi Selèucida. El 140 aC fou destruïda per Diodot Trifó en la seva lluita contra Antíoc VII Sidetes, però fou reconstruïda i per un temps es va dir Laodicea de Canaan o Laodicea de Fenícia (Λαοδικεια ή του Φοινίκη). Va passar als romans el 64 aC i se l'anomena llavors Berytus. Agripa la va conquerir per a August en la guerra contra Marc Antoni i els romans la va reconstruir de manera més regular i fou poblada per veterans de la Legio V Macedonica i Legio III Galica. L'any 14 aC fou declarada colònia (Colonia Iulia Augusta Felix Berytus). Herodes hi va residir algun temps i era un centre administratiu, comercial i cultural, amb una universitat on destacava especialment l'ensenyament del dret, escola especialment famosa a partir del segle iii amb Papinià i Ulpià; aquesta escola després va participar destacadament en les constitucions imperials sota Justinià I. Sota l'imperi, es van construir aqüeductes a la vall del Magores (Magoras, modern Nahr Bayrut), ja que la ciutat mancava d'aigua. Les monedes de Beirut recuperades (del segle I) portaven el cap de la dea de la fortuna Tica i a l'altre costat el símbol de la ciutat, un dofí i una àncora. Un bisbat hi fou establert al segle iv.
Un terratrèmol seguit de tsunami, del juliol del 551, amb uns 30.000 morts va obligar a portar l'escola de dret a Sidó, Ikama. Els morts en tota Fenícia foren uns 250.000.

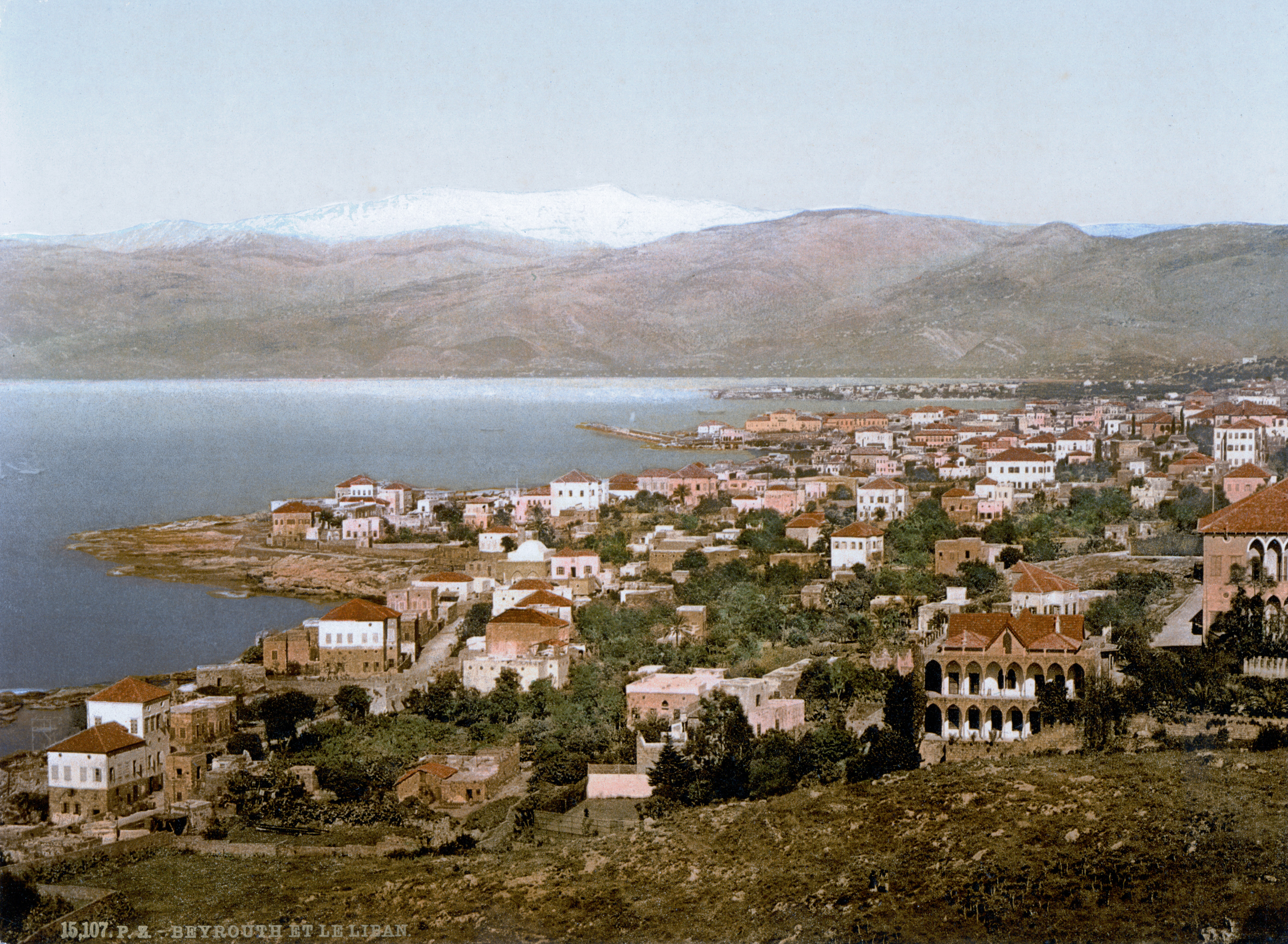
Beirut amb el mont Sannine al fons, 1910

Beirut fou conquerida pels àrabs d'Abu Ubayda el 635. Fou repoblada amb colons procedents de Pèrsia per ordre del califa Muàwiya I. En aquests primers segles de l'islam, era considerat un ribat i el sant imam de Síria al-Awzai s'hi va instal·lar el 774.
Fou reconquerida pels romans d'Orient dirigits per Joan Tsimiscés el 975, però aviat fou ocupada pels fatimites. La ciutat estava fortificada i depenia del jund de Damasc. El 1099, els croats hi van agafar provisions però no la van ocupar fins al 1110, quan Balduí I de Jerusalem i Bertran de Sant Geli s'hi van presentar i la van assetjar, i pogueren ocupar-la amb l'ajut de vaixells de Pisa i Gènova (13 de maig). El primer bisbe llatí, Balduí de Boulogne, fou nomenat el 1112 sufragani del patriarca de Jerusalem (el bisbat grec antic depenia d'Antioquia). Els cavallers Hospitalaris van construir l'església de Sant Joan Baptista (després fou la mesquita al-Umari). L'agost de 1182 fou atacada sense èxit per Saladí; la va atacar altre cop l'agost de 1187 i aquesta vegada la va ocupar per capitulació. El setembre de 1197, fou atacada per Amaury de Lusignan i la guarnició aiúbida va fugir i fou ocupada fàcilment. Els Ibelin, que la van dominar, li van donar un gran prestigi. El 1231, la ciutat (però no el castell) fou ocupat per Riccardo Filanghiari per compte de l'emperador Frederic II.
A partir de l'ascens dels mamelucs a Egipte (després del 1250), els senyors de Beirut van haver de tractar amb ells per mantenir la independència. El 1269, Bàybars I li va garantir la pau i el 1285 Qalàwun li va concedir una treva; però el 22 de juliol de 1291 fou ocupada per l'emir Sandjar al-Shudja que venia de Damasc, en nom del sultà al-Malik al-Ashraf Khalil. Va esdevenir wilaya del jund de Damasc; el seu governador era un amir tabalkhana. Al segle xiv els mercaders catalans, venecians i genovesos van provocar conflictes. Al segle xv, era un dels principals ports freqüentats pels occidentals.
El 1516 va passar als otomans. Sota aquests, Beirut fou governada per emirs drusos, un dels quals fou el famós Fakhr al-Din (1595-1634), que la va fortificar. A la meitat del segle xviii era la principal ciutat de la costa del llevant. El 1763, els otomans van annexionar la ciutat i en el marc de la guerra contra Rússia fou bombardejada més d'una vegada i finalment ocupada pels russos l'octubre de 1773 i fins al febrer de 1774. La població va baixar a deu mil persones, decadència que no va poder evitar l'hàbil Bashir II Shihab el Gran (1788-1850). El 1831 fou ocupada pels egipcis i el 1840 bombardejada per una flota austro-anglo-otomana.

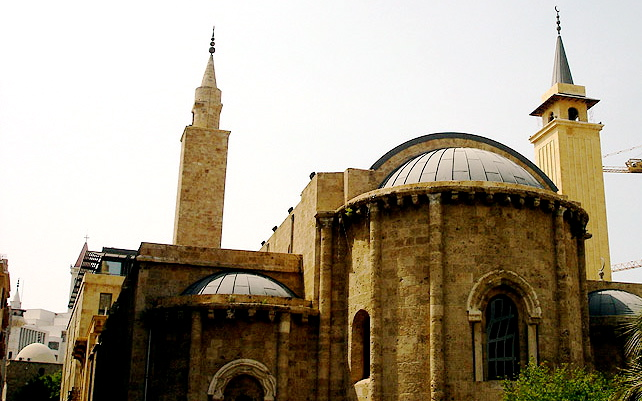
Mesquita de Beirut

El 1860, les matances de cristians a Síria van portar una gran onada de refugiats a la ciutat, que va començar a prosperar passant aviat dels 20.000 habitants, molts cristians. El 1888, va esdevenir capital d'una wilaya que incloïa els sandjaks de Latàquia, Trípoli del Líban, Beirut, Akka i la Bekaa. El comerç i la cultura es van desenvolupar. Un nou port es va construir per enginyers francesos entre 1893 i 1894 i es van construir també línies fèrries. La població el 1911 era de 36.000 musulmans, 77.000 cristians, 2.500 jueus, 400 drusos i 4.100 estrangers.
Ocupada pels francesos el 1919, fou part del mandat francès del Gran Líban i seu de l'alt Comissari francès pels estats del llevant (1920-1943), i després capital d'una república independent associada a França (1943-1946), fins a la independència definitiva el 1946. En endavant, va començar a predominar la població àrab, que ja era majoria el 1958.
El 1975, va esclatar la Guerra Civil libanesa i durant gran part d'aquesta la ciutat va quedar dividida entre la part occidental de majoria musulmana, i l'oriental de majoria cristiana maronita. El 1983, les casernes d'americans i francesos foren bombardejades i van morir 302 persones. La incursió israeliana, que va acabar amb la matança de Sabra i Xatila de palestins per jueus i cristians als campaments de refugiats d'aquestes localitat, va acabar de destruir la ciutat.
La guerra va acabar el 1990 i Beirut va començar a ser reconstruïda. El 2006, ja tornava a ser un centre comercial i turístic de l'Orient Mitjà, però ara per darrere de Dubai i fins i tot de Xipre. La reconstrucció, l'havia dirigida una empresa anomenada "Solidere", establerta el 1994 per Rafik Hariri, que va entrar aviat en política i va arribar a primer ministre. El seu assassinat el 2005 a Beirut va causar un gran impacte i quasi va reiniciar una guerra civil. Més de mig milió de persones es van manifestar en contra, però la manifestació de l'oposició fou també molt nombrosa. La manifestació fou anomenada Revolució del Cedre. Les tropes sirianes, que havien arribat a Beirut com a forces de pacificació durant la Guerra civil, foren retirades de Beirut el 26 d'abril del 2005. Ambdós països restabliren relacions diplomàtiques de nou el 15 d'octubre del 2008.
El 2006 fou danyada seriosament pels atacs aeris israelites. El 2008 per dues vegades s'hi produïren xocs armats a Beirut entre seguidors del govern (hereu d'Hariri) i l'oposició. L'exèrcit va haver d'agafar el control de la capital.
El 2015 la ciutat patí un atemptat perpetrat per Estat Islàmic, i el 2020 una explosió al port deixà 218 morts, més de 7.000 ferits i 300.000 persones sense sostre.

## Geografia
Beirut es troba en una península que s'estén cap a l'oest fins al mar Mediterrani. Està flanquejada pel Mont Líban i ha pres una forma triangular, influenciada en gran manera per la seva situació entre dos turons: Al-Ashrafieh i Al-Musaytibah. La governació de Beirut ocupa 18 quilòmetres quadrats i l'àrea metropolitana de la ciutat 67 quilòmetres quadrats. La costa és força diversa, amb platges rocoses, costes sorrenques i penya-segats situats l'un al costat de l'altre.
D'ençà de la Guerra Civil (1975-1990) i les tensions interreligioses que van tenir lloc en aquest període, la geografia humana de Beirut s'ha estructurat al voltant de les comunitats confessionals que hi viuen, amb una divisió espacial marcada entre l'Est cristià, on destaquen barris maronites com Gemmayzeh i Achrafieh, i l'Oest, majoritàriament sunnita. Les barriades al sud de la ciutat, conegudes com a Dahieh ("suburbi" en àrab), són predominantment xiïtes. La majoria de jueus que residien a Beirut en van fugir a causa de la guerra.

## Clima
Beirut té un clima mediterrani d'estiu calorós (Köppen: Csa) caracteritzat per dies i nits suaus, ja que la seva ubicació costanera fa que la marinada moderi les temperatures. La tardor i la primavera són càlides, però curtes. L'hivern és suau i plujós. L'estiu és llarg, calorós i xafogós. El vent dominant a la tarda i al vespre és de ponent, que bufa des del Mediterrani; a la nit s'inverteix, bufant de terra cap a mar.
La mitjana pluviomètrica anual és de 825 mil·límetres, concentrada majoritàriament entre octubre i abril. Gran part de les pluges de tardor i primavera cauen en forma de forts aiguats en uns pocs dies, mentre a l'hivern es reparteix de manera més uniforme durant molts dies. L'estiu és molt sec. La neu és rara, tret dels suburbis muntanyosos orientals, on es produeixen nevades a causa de les altituds de la regió. La calamarsa es produeix algunes vegades a l'any, sobretot durant l'hivern.

## Persones il·lustres
- Keanu Reeves, actor
- Amin Maalouf, escriptor
- Mika, cantant
- Serj Tankian, cantant i líder de la banda System of a Down
- John Dolmayan, bateria de la banda System of a Down
- Gabriel Yared, compositor
- Khalil Gibran, poeta i escriptor
- Nancy Ajram, cantant
- Hanan al-Xaikh (1945), escriptora
- Rabih Mroué, artista
- Etel Adnan, poeta, assagista i artista visual